# Meteorus luteus
Meteorus luteus är en stekelart som först beskrevs av Cameron 1911.  Meteorus luteus ingår i släktet Meteorus och familjen bracksteklar. Inga underarter finns listade i Catalogue of Life.